# Nederländska Antillernas flagga
Nederländska Antillernas flagga stadfästes officiellt 1959 med sex stjärnor. Färgerna vitt, rött och blått kommer från Nederländernas flagga. De sex stjärnorna på flaggan representerade de sex öarna: Aruba, Curaçao och Bonaire utanför Venezuelas kust (i Leeward Islands) och Saba, Saint Eustatius och den nederländska delen av Saint Martin, Sint Maarten i Små Antillerna mellan 1959 och 1986. Aruba lämnade 1986 och flaggan hade 5 stjärnor mellan 1986 och 2010 när Nederländska Antillerna upphörde.